# Фландру
Фландру (англ. Flandreau Indian Reservation) — индейская резервация, расположенная  в восточной части штата Южная Дакота, США.

## История
В 1862 году санти-сиу взбунтовались против жизни в резервациях из-за того, что правительство США не выполнило свои договорные обязательства, а белые торговцы отказались разрешить раздачу продовольствия и провизии. Это восстание, возглавляемое Маленькой Вороной, было быстро подавлено. Около 2 000 индейцев сдались или были взяты под стражу, в том числе по меньшей мере 1658 мирных некомбатантов, а также тех, кто выступал против войны. 303 человека были приговорены военным трибуналом к смертной казни, и после того, как президент Авраам Линкольн помиловал большинство, 38 были повешены 26 декабря 1862 года. Штат Миннесота изгнал всех сиу, включая тех, кто не участвовал в восстании, а Конгресс США упразднил их резервации. В мае 1863 года большинство оставшихся санти были переведены в резервацию Кроу-Крик в современной Южной Дакоте. Многие сиу в 1866 году покинули Кроу-Крик и ушли вниз по Миссури к устью реки Бэзил-Крик, где была основана резервация Санти.
В 1869 году 25 семей мдевакантонов и вахпекуте отказались от своей племенной принадлежности и стали гражданами США. Они получили землю на реке Биг-Су на территории современного округа Муди в Южной Дакоте. Позже к ним присоединилось ещё 15 семей санти. В 1934 году племя фландру-санти-сиу (англ. Flandreau Santee Sioux) было официально организовано и признано в соответствии с Законом о реорганизации индейцев 1934 года, а на территории, принадлежащей членам племени, была создана индейская резервация.

## География
Резервация расположена на востоке штата Южная Дакота в округе Муди. Фландру занимает территорию площадью 9,059 км², из них 8,973 км² приходится на сушу и 0,086 км² — на воду. Фландру является наименьшей по площади индейской резервацией в штате Южная Дакота.

## Демография
Согласно федеральной переписи населения 2020 года в резервации проживало 415 человек, насчитывалось 191 домашнее хозяйство и 160 жилых домов. Средний доход на одно домашнее хозяйство в индейской резервации составлял 40 865 долларов США. Около 29 % всего населения находились за чертой бедности, в том числе 27,9 % тех, кому ещё не исполнилось 18 лет, и 21,1 % старше 65 лет.
Расовый состав распределился следующим образом: белые — 15 чел., афроамериканцы — 2 чел., коренные американцы (индейцы США) — 321 чел., азиаты — 3 чел., океанийцы — 0 чел., представители других рас — 3 чел., представители двух или более рас — 71 человек; испаноязычные или латиноамериканцы любой расы составили 6 человек. Плотность населения составляла 45,81 чел./км².